# Marjaana Kella
Marjaana Kella, née le 6 mai 1961 à Orimattila, est une photographe finlandaise.

## Biographie
Son travail a été présenté dans plusieurs expositions individuelles et collectives finlandaises et internationales. Kella a étudié à la Free Art School de 1985 à 1986 et la photographie à l'Université d'art et de design de 1987 à 1993. Les œuvres de Kella font partie des collections du Musée finlandais de la photographie et de Kiasma, entre autres.
Kella enseigne depuis les années 1990. Depuis 2011, elle est chargée de cours en art contemporain et en photographie dans le cadre du programme Espace et arts contemporains de l'Académie des beaux-arts. En 2014, Kella a obtenu son doctorat en photographie à l'université Aalto. Sa thèse était intitulée Translations - Landscape, Face and Representation in Photography. En 2014, Kella a été nommée vice-doyenne de l'Académie des beaux-arts.
Kella a reçu le prix d'État pour la photographie en 2003. 
Une exposition de Marjaana Kella a lieu à la Fondation Henri-Cartier-Bresson à Paris en 2025.